# Aéroport Humberto Delgado de Lisbonne

Plan de l'Aéroport

L’aéroport Humberto Delgado ou aéroport de Lisbonne (code IATA : LIS • code OACI : LPPT) se situe à Lisbonne et est le plus important aéroport portugais en volume de trafic aérien. Il a été ouvert au trafic le 15 octobre 1942 et dispose d'une piste. Il porte le nom d'Humberto Delgado, figure de l'opposition au dictateur Salazar et fondateur de TAP Air Portugal.

## Historique
Avant l'inauguration de l'aéroport de Portela, Lisbonne était desservi par un aéroport primaire appelé « Campo Internacional de Aterragem » (Piste internationale d’atterrissage), situé à Alverca.
Au cours des années 1930, les vols transatlantiques étaient effectués en hydravion, pour des raisons de sécurité. Une fois l'Atlantique traversé, les passagers prenaient une correspondance avec des avions « terrestres » qui les emmenaient vers leurs destinations finales.
Lisbonne étant la capitale européenne la plus méridionale, la ville serait le terminal européen idéal pour ces vols transatlantiques. Pour cette raison, le gouvernement portugais a voulu faire de Lisbonne une plateforme aérienne pour les vols internationaux. Dans cette optique, deux aéroports furent planifiés : un maritime, pour les hydravions, et un terrestre. Une autre raison avancée pour la construction de ces infrastructures était l'Exposition du monde portugais prévue pour 1940 et qui devait attirer à Lisbonne nombre de touristes étrangers (l'événement a finalement été annulé à cause de la Seconde Guerre mondiale).
Les travaux des deux aérogares démarrèrent en 1938 et furent achevés en 1940. L'aéroport terrestre construit fut celui de Portela, le maritime celui du Cabo Ruivo, sur les rives du Tage, environ trois kilomètres plus loin. Pour faciliter la correspondance entre les deux aéroports fut construite une route appelée « Avenida Entre-Aeroportos » (avenue Entre-Aéroports), l'actuelle « Avenida de Berlim » (avenue de Berlin).
Le système de vols transatlantiques fonctionnait avec des hydravions venant d'Amérique, amerrissant sur le Tage pour débarquer les passagers à Cabo Ruivo. De là, ils étaient transportés par automobile jusqu'à Portela pour y prendre leur correspondance vers les différentes villes d'Europe. Les passagers qui allaient d'Europe en Amérique faisaient le parcours inverse.
Le 1er juin 1943, un Douglas DC-3 du vol BOAC 777, partant de l'aéroport de Portela à destination de l'aéroport de Whitchurch (en), près de Bristol, en Angleterre est attaqué par huit chasseurs-bombardiers à long rayon d'action allemands Junkers Ju 88C-6, au large de la côte Française dans le golfe de Gascogne, entraînant la mort des 17 personnes à bord parmi lesquels l'acteur Leslie Howard.
L'aéroport de Cabo Ruivo, qui se trouvait à l'emplacement de l'actuel Parque das Nações a été désactivé quand fut mis un terme aux vols réguliers par hydravion à la fin des années 1950. Depuis, seul l'aéroport de Portela a été maintenu.
Dernièrement, l'État portugais a décidé la création d'un nouvel aéroport pour desservir la capitale en prévision de la saturation prochaine de l'aéroport de Portela. La zone choisie, Ota (aéroport de Ota), se trouve à environ 45 km au Nord de Lisbonne et son choix a suscité une vive polémique qui a provoqué la commande de nouvelles études sur d'autres zones (comme Alcochete ou Montijo, entre autres), et même l'hypothèse du maintien de l'aéroport actuel avec la construction d'un autre aéroport international.
Le 1er août 2007, un nouveau terminal a été ouvert au public, mais uniquement pour les vols intérieurs.
À partir du 22 mars 2012, les vols intérieurs sont assurés depuis le terminal 1, comme avant, tandis que le Terminal 2 voit arriver la compagnie low-cost easyJet ainsi que, à terme, d'autres compagnies à bas-coûts.
Le 11 février 2016, le conseil des ministres portugais valide la proposition faite un an plus tôt par la mairie de la capitale de rebaptiser l'aéroport, qui devient le 15 mai « aéroport Humberto Delgado ».
Le 14 mai 2024, le Premier ministre Luis Montenegro annonce la construction d'un nouvel aéroport nommé « Luis de Camoes » sur la commune d'Alcochete, sur la rive sud de l'estuaire du Tage afin de remplacer complètement l'aéroport actuel arrivé à saturation avec 33 millions de voyageurs en 2023. Cet investissement est estimé à quelque huit milliards d'euros, selon les médias portugais.
Le Premier ministre a également indiqué qu'il avait chargé la société qui gère les infrastructures ferroviaires et routières du pays de travailler sur un projet de construction d'une troisième traversée à Lisbonne afin de relier les deux rives du fleuve Tage et d'une liaison ferroviaire à grande vitesse entre Lisbonne et Madrid.

## Situation

### Carte des aéroports portugais
| \| 30 km1:2 133 000 \| Faro Lisbonne Porto Aéroport Luís de Camões |
| 30 km1:2 133 000                                                   |

| 30 km1:2 133 000 |

| Porto Santo Madère |

| \| 30 km1:1 849 000 \| Ponta Delgada Flores Horta Santa Maria Terceira Pico São Jorge Corvo Graciosa |
| 30 km1:1 849 000                                                                                     |

| 30 km1:1 849 000 |

## Statistiques
Le graphique qui aurait dû être présenté ici ne peut pas être affiché car il utilise l'ancienne extension Graph, désactivée pour des questions de sécurité. Des indications pour créer un nouveau graphique avec la nouvelle extension Chart sont disponibles ici.

Voir la requête brute et les sources sur Wikidata.

### Zoom sur l'impact du covid de 2019-2020
Le graphique qui aurait dû être présenté ici ne peut pas être affiché car il utilise l'ancienne extension Graph, désactivée pour des questions de sécurité. Des indications pour créer un nouveau graphique avec la nouvelle extension Chart sont disponibles ici.

Voir la requête brute et les sources sur Wikidata.

## Compagnies aériennes et destinations passagers
| Compagnies                    | Destinations |
| ----------------------------- | --- |
| Aegean Airlines               | Athènes E.-Venizélos |
| Aer Lingus                    | Dublin |
| Air Albania                   | En saison charter: Tirana-Mère-Teresa |
| Air Algérie                   | Alger-Houari-Boumédiène En saison: Oran-Ahmed-Ben-Bella |
| airBaltic                     | Riga |
| Air Cairo                     | En saison: Assouan, Le Caire |
| Air Canada                    | Toronto (Pearson) En saison: Montréal (P.-E.-Trudeau) |
| Air Europa                    | Madrid-Barajas |
| Air France                    | Paris-Charles de Gaulle |
| Air Malta                     | Malte |
| Air Moldova                   | En saison: Chișinău |
| Air Transat                   | Montréal (P.-E.-Trudeau), Toronto (Pearson) |
| American Airlines             | En saison: Philadelphie |
| Azores Airlines               | - Boston Logan - Horta, - Pico, - Ponta Delgada-Jean Paul II, - Praia, - Santa Maria, - Terceira-Lajes, - Toronto (Pearson) |
| Azul Brazilian Airlines       | São Paulo/Campinas |
| Beijing Capital Airlines      | Hangzhou-Xiaoshan |
| British Airways               | Londres-Heathrow |
| Brussels Airlines             | Bruxelles-National |
| Cabo Verde Airlines           | Praia, Sal-A. Cabral, São Pedro C.-Évora |
| Delta Air Lines               | New York-John F. Kennedy En saison: Boston Logan |
| easyJet                       | - Amsterdam, - Barcelone-El Prat, - Bâle-Mulhouse, - Bergame-Orio al Serio, - Bilbao, - Birmingham, - Bordeaux-Mérignac, - Bristol, - Édimbourg, - Genève-Cointrin, - Londres-Gatwick, - Londres-Luton, - Luxembourg-Findel, - Lyon-Saint-Exupéry, - Madère-C. Ronaldo, - Madrid-Barajas, - Manchester, - Marrakech-Ménara, - Marseille-Provence, - Milan-Malpensa, - Nantes-Atlantique, - Nice-Côte d'Azur, - Paris-Charles de Gaulle, - Porto Santo, - Prague-Václav-Havel, - Rennes-Saint-Jacques, - Toulouse-Blagnac, - Valence, - Zurich En saison: - Bastia-Poretta, - Fuerteventura, - Glasgow, - Ibiza, - Las Palmas/Gran Canaria, - Minorque-Mahón, - Palma de Majorque, - Ténériffe-Sud Reine Sofia |
| El Al                         | Tel Aviv - Ben Gourion |
| Emirates                      | Dubaï |
| Etihad Airways                | En saison: Abou Dabi |
| euroAtlantic Airways          | Bissau-O. Vieira |
| Eurowings                     | Cologne/Bonn-K. Adenauer, Düsseldorf, Hambourg-H.-Schmidt, Stuttgart |
| Finnair                       | Helsinki-Vantaa |
| FlyOne                        | En saison: Chișinău |
| Iberia                        | Madrid-Barajas |
| Iberojet                      | En saison: Cancún, Punta Cana, Varadero-J.-G.-Gómez En saison charter: Héraklion-N. Kazantzákis, Minorque-Mahón, Orlando-Sanford, Palma de Majorque, Sal-A. Cabral |
| Israir                        | Charter: Tel Aviv - Ben Gourion |
| KLM                           | Amsterdam |
| LAM Mozambique Airlines       | Maputo |
| LATAM Brasil                  | São Paulo/Guarulhos |
| Lufthansa                     | Francfort, Munich-F. J. Strauß |
| Luxair                        | Luxembourg-Findel |
| Neos                          | En saison: Tel Aviv - Ben Gourion |
| Norwegian Air Shuttle         | En saison: Copenhague-Kastrup, Oslo-Gardermoen, Stockholm-Arlanda |
| Play (compagnie aérienne)     | Reykjavik-Keflavík |
| Royal Air Maroc               | Casablanca-Mohammed-V |
| Ryanair                       | - Agadir-Al Massira, - Alicante-Elche, - Barcelone-El Prat, - Bergame-Orio al Serio, - Berlin-Brandebourg, - Birmingham, - Bologne-Borgo Panigale, - Bruxelles-National, - Budapest-Ferenc Liszt, - Charleroi Bruxelles-Sud, - Cologne/Bonn-K. Adenauer, - Dublin, - Édimbourg, - Eindhoven, - Fès-Saïss, - Cracovie-Jean-Paul II, - Londres-Stansted, - Luxembourg-Findel, - Madère-C. Ronaldo, - Madrid-Barajas, - Malte, - Malaga-Costa del Sol, - Manchester, - Marrakech-Ménara, - Marseille-Provence, - Naples-Capodichino, - Paris-Beauvais, - Ponta Delgada-Jean Paul II, - Rome - G. B. Pastine (Ciampino), - Saragosse, - Séville-San Pablo, - Terceira-Lajes, - Toulouse-Blagnac, - Valence, - Varsovie-Modlin (Mazovie), - Vienne-Schwechat En saison: Pise-Galileo Galilei, Venise - Marco Polo |
| Scandinavian Airlines         | En saison: Copenhague-Kastrup, Stockholm-Arlanda |
| Sky Express                   | En saison charter: Héraklion-N. Kazantzákis |
| STP Airways                   | São Tomé |
| Swiss International Air Lines | Genève-Cointrin, Zurich |
| TAAG Angola Airlines          | Luanda-Quatro de Fevereiro |
| TAP Air Portugal              | - Accra-Kotoka, - Alicante-Elche, - Amsterdam, - Banjul, - Barcelone-El Prat, - Belém, - Belo Horizonte, - Berlin-Brandebourg, - Bilbao, - Bissau-O. Vieira, - Bologne-Borgo Panigale, - Boston Logan, - Brasília, - Bruxelles-National, - Cancún, - Caracas-Maiquetía, - Casablanca-Mohammed-V, - Chicago-O'Hare, - Conakry, - Copenhague-Kastrup, - Dakar-B. Diagne, - Dublin, - Düsseldorf, - Faro, - Florence-Peretola, - Fortaleza, - Francfort, - Fuerteventura, - Genève-Cointrin, - Hambourg-H.-Schmidt, - Las Palmas/Gran Canaria, - Londres-Gatwick, - Londres-Heathrow, - Luanda-Quatro de Fevereiro, - Luxembourg-Findel, - Lyon-Saint-Exupéry, - Maceió, - Madère-C. Ronaldo, - Madrid-Barajas, - Malaga-Costa del Sol, - Manchester, - Maputo, - Marrakech-Ménara, - Marseille-Provence, - Miami, - Milan-Malpensa, - Montréal (P.-E.-Trudeau), - Munich-F. J. Strauß, - Naples-Capodichino, - Natal, - Newark-Liberty, - New York-John F. Kennedy, - Nice-Côte d'Azur, - Oslo-Gardermoen, - Paris-Orly, - Ponta Delgada-Jean Paul II, - Porto-F. Sá-Carneiro, - Porto Alegre, - Prague-Václav-Havel, - Praia, - Rabil, - Recife, - Rio de Janeiro/Galeão, - Rome Léonard-de-Vinci/Fiumicino, - Sal-A. Cabral, - Salvador de Bahia, - San Francisco, - São Paulo/Guarulhos, - São Tomé, - São Pedro C.-Évora, - Séville-San Pablo, - Stockholm-Arlanda, - Tanger, - Tel Aviv - Ben Gourion, - Ténériffe-Sud Reine Sofia, - Terceira-Lajes, - Toronto (Pearson), - Toulouse-Blagnac, - Valence, - Varsovie-Chopin, - Venise - Marco Polo, - Vienne-Schwechat, - Washington-Dulles, - Zagreb-Pleso, - Zurich En saison: - Agadir-Al Massira, - Djerba-Zarzis, - Ibiza, - Minorque-Mahón, - Monastir, - Palma de Majorque, - Porto Santo, - Punta Cana |
| Transavia                     | Amsterdam, Eindhoven, Rotterdam-La Haye |
| Transavia France              | Lyon-Saint-Exupéry, Montpellier-Méditerranée, Nantes-Atlantique, Paris-Orly |
| Tunisair                      | Tunis-Carthage |
| Turkish Airlines              | Istanbul |
| United Airlines               | Newark-Liberty En saison: Washington-Dulles |
| Volotea                       | Oviédo-Asturies, Nantes-Atlantique |
| Vueling                       | - Amsterdam, - Barcelone-El Prat, - Bilbao, - Paris-Orly, - Ténériffe-Nord , - Valence En saison: Ibiza, Palma de Majorque |
| Wizz Air                      | - Belgrade-Nikola-Tesla, - Bucarest-H. Coandă, - Budapest-Ferenc Liszt, - Londres-Luton, - Rome Léonard-de-Vinci/Fiumicino, - Sofia-Vrajdebna, - Vienne-Schwechat, - Varsovie-Chopin |
| World2Fly Portugal            | Charter: Cancún, Punta Cana, Varadero-J.-G.-Gómez En saison charter: Orlando-Sanford, Samaná-El Catey |

Édité le 17/11/2019  Actualisé le 26/01/2023

## Compagnies aériennes et destinations cargo
Compagnies de fret :
- DHL
- FedEx
- Star Air Freight
- Swiftair
- TAP Cargo
- TNT Express
- UPS

## Fréquences et aides radio à la navigation
- ATIS - 124.15
- APP - 121.10
- TWR - 118.10 - 343.60 (UHF)
- NDB (LAR) 382 kHz -- 38° 59′ 34″ ; N 9° 02′ 11″ W
- NDB (CP) 389 kHz -- 38° 38′ 27″ N ; 9° 13′ 13″ W
- VOR (LIS) 114,80 MHz -- 38° 53′ 15,7″ N ; 9° 09′ 45,7″ W + DME - Elv. 1112´